# The Cossack Whip
The Cossack Whip è un film muto del 1916 diretto da John H. Collins. Sceneggiato da Paul Sloane su un soggetto di James Oppenheim, il film aveva come interpreti Viola Dana, Grace Williams, Bob Walker, Frank Farrington, Richard Tucker.

## Trama
Al comando di Turov, il prefetto di polizia, i cosacchi massacrano gli abitanti di un villaggio che si ritiene in combutta con i rivoluzionari. La giovane Darya riesce a fuggire ma giura di vendicare la sorella Katerina, frustata a morte dai cosacchi. La fuga di Darya si conclude in Inghilterra, dove la ragazza si dedicherà alla danza. Il balletto, di cui è diventata prima ballerina, si reca in Russia: per Darya è l'occasione che aspettava per realizzare la sua vendetta. Turov, infatti, si innamora di lei. Darya non solo si lascia corteggiare dal suo nemico ma accetta anche un incontro con lui, chiedendogli di portarla in una prigione. Lì, civettando, gli mette ai polsi delle manette. L'uomo la lascia fare, eccitato e lusingato. Non si rende conto di essere caduto in una trappola. Ora Darya, impugnata una frusta, gli restituisce lo stesso trattamento che lui aveva riservato a sua sorella. Una delle guardie, che si rivela un rivoluzionario, finisce quello che lei aveva cominciato, uccidendo Turov. Placata la sua sete di vendetta, Darya fugge alla volta degli Stati Uniti insieme a Sergius, l'uomo che ama.

## Produzione
Il film fu prodotto dalla Edison Company.

## Distribuzione
Il copyright del film, richiesto dalla Thomas A. Edison, Inc., fu registrato il 19 settembre 1916 con il numero LP9158.
Distribuito dalla K-E-S-E Service, il film uscì nelle sale cinematografiche statunitensi il 13 novembre 1916. In Svezia fu distribuito il 12 maggio 1919 con il titolo Kosackpiskan (o Kosackpiskan: Filmdrama i 5 akter), in Jugoslavia con quello serbo di Kozački bič.
Nel 2019, il film è stato distribuito in DVD dalla Grapevine Video.

### Conservazione
Copie complete della pellicola sono conservate negli archivi dell'International Museum of Photography and Film at George Eastman House di Rochester, in quelli della Library of Congress di Washington e nei National Archives Of Canada di Ottawa.